# نبيلة بلغنو
 نبيلة بلغنو شرييط (مواليد 1995)، هي لاعبة كرة قدم وسياسية وكاتبة مغربية إسبانية. رياضيا لعبت مع منتخب المغرب لكرة القدم للسيدات وسياسيا تنتمي إلى الحزب الشيوعي الإسباني. وهي تنحذر من اسرة من إقليم الناظور.

## الجوائز
- فازت بجائزة الفتاة المثالية بإسباراغيرا.
- فضلاً عن فوزها بجوائز بسبب كتاباتها حول قضايا فلسطين، ومشاكل الإرهاب خاصة.